# Kevin Young
Pour les articles homonymes, voir Kevin Young (homonymie).
Kevin Curtis Young (né le 16 septembre 1966 à Los Angeles) est un athlète américain spécialiste du 400 m haies. En 1992, il améliore le record du monde de la discipline avec le temps de 46 s 78, à l'occasion de la finale des Jeux olympiques à Barcelone. Son record tient pendant près de 29 ans, avant d'être battu en 2021 par le Norvégien Karsten Warholm.

## Biographie
Kevin Young naît et grandit dans le quartier de Watts, à Los Angeles. Découvrant l'athlétisme à l'âge de seize ans, il se porte vers le 110 m haies, réalisant dès l'année suivante 14 s 23 puis 14 s 11. Étudiant à l'Université de Californie à Los Angeles (UCLA), il fait la connaissance de John Smith, ancien champion de 400 mètres désormais entraineur d'athlétisme. Ce dernier le convainc de se spécialiser dans la discipline du 400 mètres haies, en raison de son manque de pointe de vitesse compte tenu de sa morphologie (1,95 m pour 89 kg). Il réalise 51 s 09 en 1984 avant de descendre sous les 49 secondes (48 s 77) lors des championnats des États-Unis 1986. Il obtient rapidement une bourse pour poursuivre ses études de sociologie.
En 1987, Young remporte son premier titre NCAA mais ne prend que la quatrième place des sélections américaines pour les mondiaux de Rome. Il fait ses débuts sur la scène internationale à l'occasion des Jeux panaméricains d'Indianapolis, terminant deuxième du 400 m haies en 48 s 74, derrière la Jamaïcain Winthrop Graham. Champion universitaire en 1988, il descend pour la première fois sous les 48 secondes (47 s 72).
Il se qualifie pour ses premiers Jeux olympiques grâce à sa troisième place obtenue lors des sélections d'Indianapolis. À Séoul, au mois de septembre 1988, l'Américain échoue au pied du podium en 47 s 94, à 38 centièmes de secondes du médaillé de bronze, son compatriote Edwin Moses. Deuxième des championnats nationaux en 1990 et 1991, il termine quatrième des championnats du monde 1991 avec le temps de 48 s 01.
Le 6 août 1992, Kevin Young remporte la finale des Jeux olympiques de Barcelone en établissant un nouveau record du monde en 46 s 78. Il améliore de vingt-quatre centièmes le précédent record d'Edwin Moses datant de 1983, et devient le premier athlète à descendre sous la barrière des 47 secondes. Il devance de près d'une seconde Winthrop Graham et Kriss Akabusi. Invaincu tout au long de l'année 1992, il remporte les dix-neuf courses qu'il dispute, s'imposant notamment lors de la Finale du Grand Prix à Turin, et descend à dix reprises sous la barre des 48 secondes. Il est désigné athlète de l'année 1992.
Séparé de John Smith en début de saison 1993, il subit trois défaites lors de sa rentrée sur le sol européen, s'inclinant notamment à deux reprises face au Zambien Samuel Matete à Londres et à Monaco. Sélectionné pour les championnats du monde de Stuttgart après son premier titre national obtenu au mois de juin, Young monte sur la plus haute marche du podium après avoir fait la différence lors des deux derniers obstacles. Il devance, avec le temps de 47 s 18, Samuel Matete et Winthrop Graham.
Il ne prit part qu'à deux meetings en 1994, terminant second à New York avec son meilleur temps de l'année (49 s 70) mais échoua ensuite à se qualifier pour la finale du 400 mètres haies des championnats des États-Unis 1994.
Jamais officiellement retraité, il fit son entrée en 2006 dans le Hall of Fame athlétisme des États-Unis (USA Track & Field Hall of Fame).
Il recourt un 400 m haies avec des haies à 0,84 cm le 7 juillet 2012 à Tarare lors du Meeting National Quatrache de Tarare.

## Palmarès

### International
| Date | Compétition           | Lieu         | Résultat | Temps   |
| ---- | --------------------- | ------------ | -------- | ------- |
| 1987 | Jeux panaméricains    | Indianapolis | 2e       | 48 s 74 |
| 1988 | Jeux olympiques       | Séoul        | 4e       | 47 s 94 |
| 1991 | Championnats du monde | Tokyo        | 4e       | 48 s 01 |
| 1992 | Jeux olympiques       | Barcelone    | 1er      | 46 s 78 |
| 1992 | Finale du Grand Prix  | Turin        | 1er      | 48 s 16 |
| 1993 | Championnats du monde | Stuttgart    | 1er      | 47 s 18 |

### National
- Championnats des États-Unis :
  - Vainqueur en 1993, 2e en 1990 et 1991, 3e en 1986
- Championnats NCAA :
  - Vainqueur en 1987 et 1988, 2e en 1986

## Records personnels
| Épreuve     | Performance | Date        | Lieu      |
| ----------- | ----------- | ----------- | --------- |
| 400 m       | 45 s 11     | 1992        |           |
| 400 m haies | 46 s 78     | 6 août 1992 | Barcelone |
| 110 m haies | 13 s 65     | 1992        |           |